# Isopetasine
 (mai 2025).
L'isopétasine est un sesquiterpène bioactif présent dans les plantes du genre Petasites, appartenant à la famille des terpénoïdes. L'isopétasine est supposée posséder des propriétés anti-inflammatoires, analgésiques et antispasmodiques. Celles-ci contribuent aux effets médicinaux des extraits de Petasites, couramment utilisés pour traiter les migraines, les allergies, l'asthme et les troubles respiratoires.

## Extraction
L'extraction et l'isolement des dérivés de la pétasine à partir de la Petasites hybridus présentent des défis pour obtenir des composés de haute pureté avec des rendements élevés. Les composés issus de P. hybridus sont traditionnellement isolés à l'aide de techniques chromatographiques, telles que la chromatographie sur couche mince préparative ou la HPLC semi-préparative. La chromatographie liquide-liquide (LLC) est une autre méthode de séparation de produits naturels de plus en plus utilisée. Cette méthode n’étant pas efficace pour dissocier l'isopétasine d'autres composés tels que la pétasine et la néopétasine, une seconde étape est nécessaire utilisant la HPLC préparative pour parvenir à son isolement. Les techniques d'identification des composés isolés incluent la chromatographie liquide couplée à la spectrométrie de masse en tandem à haute résolution (LC-HRMS/MS) et la spectroscopie RMN. L'isopétasine est généralement obtenue avec une pureté de 95 %. 

## Synthèse
La synthèse de l’isopétasine est difficile en raison de sa structure complexe et de la nécessité d’un contrôle précis de sa conformation. Au fil du temps, les scientifiques ont exploré différentes approches pour produire cette molécule de manière plus efficace.
La première synthèse totale de l’isopétasine a été rapportée en 1996 et impliquait un processus complexe en 15 étapes nécessitant un contrôle précis de la stéréochimie. L’une des étapes les plus critiques était une résolution enzymatique permettant d’assurer la configuration correcte de trois centres chiraux, essentiels à l’activité biologique de la molécule. La synthèse débutait avec un précurseur coûteux et reposait sur de nombreuses transformations, notamment des réactions d’oxydation, de réduction et de cyclisation, afin de construire le cœur bicyclique de l’isopétasine. Des réactions clés, telles que l’annélation de Robinson et la condensation aldolique, étaient utilisées pour établir la structure rigide du sesquiterpénoïde. Cependant, cette méthode présentait des inconvénients majeurs : elle était longue, nécessitait des réactifs onéreux et avait un faible rendement global en raison des pertes de matière lors des étapes de purification. Ces contraintes rendaient la production à grande échelle impraticable et limitaient la synthèse de l’isopétasine aux laboratoires de recherche.
Bien que cette première méthode ait apporté des connaissances précieuses, sa complexité et son faible rendement ont conduit au développement d’une approche plus rapide et plus efficace.
Au lieu d’utiliser des précurseurs coûteux, cette nouvelle approche commence avec la carvone, un terpénoïde peu coûteux et facilement disponible. Le processus débute par une oxydation allylique catalytique, suivie d’une addition conjuguée stéréosélective, simplifiant ainsi la formation du cœur bicyclique tout en maintenant le contrôle de la stéréochimie. Des étapes supplémentaires, incluant une cyclisation aldolique et une alkylation sélective, affinent davantage la structure moléculaire. En éliminant la nécessité d’une résolution enzymatique et en optimisant les conditions réactionnelles, cette méthode améliore le rendement, réduit les coûts de production et rend la synthèse à grande échelle plus viable.

## Applications médicinales

### Application dans le traitement de la migraine
Plusieurs hypothèses ont été avancées pour expliquer les effets anti-migraineux de la pétasine et de l'isopétasine. Ces composés inhibent des enzymes telles que la phospholipase A2, la lipoxygénase et la cyclooxygénase-2 (COX-2), ce qui entraîne une réduction des médiateurs inflammatoires comme les leucotriènes et les prostaglandines, en particulier la PGE2, impliquée dans l’inflammation migraineuse. De plus, les pétasines agissent sur les canaux calciques de type L à haute tension, qui jouent un rôle dans la modulation de la douleur. Ils présentent également une activité antimuscarinique et inhibent la libération du peptide relié au gène de la calcitonine (CGRP), un facteur clé du déclenchement des crises de migraine,.
Des tests in vivo sur des souris, des rats et des systèmes humains natifs et recombinants ont révélé que l'isopétasine active préférentiellement les canaux TRPA1 des neurones sensoriels, contribuant ainsi à la désensibilisation des nocicepteurs sans activer les canaux TRPV1 ou TRPV4. Les canaux ioniques TRPA1 et TRPV1, situés dans les neurones sensoriels nociceptifs, sont impliqués dans la sensation de douleur. Mais la Petasite hybridus inhibe ces canaux ioniques, réduisant ainsi la libération de CGRP dans les afférentes méningées lors des crises de migraine,.
À l'instar de la parthénolide, l'isopétasine induit une désensibilisation des neurones sensoriels primaires peptidergiques, ciblant spécifiquement le canal TRPA1 ou s'étendant à d'autres activateurs de canaux TRP et à des agents dépolarisants non TRP. Le passage d'une désensibilisation homologue à une désensibilisation hétérologue semble dépendre de la concentration et de la durée d'exposition à l'isopétasine.
La capacité de l'isopétasine à inhiber l'inflammation neurogène au-delà de l'innervation trigéminale pourrait expliquer son efficacité dans des affections inflammatoires telles que l'arthrite et la rhinite allergique.
Des études cliniques ont montré que les extraits de pétasite contenant de l'isopétasine peuvent réduire la fréquence des migraines jusqu'à 50%,, offrant une efficacité comparable aux traitements conventionnels comme les bêta-bloquants, mais avec moins d'effets secondaires. Cependant, il est essentiel d’utiliser des extraits purifiés exempts d’alcaloïdes pyrrolizidiniques (PA), car le pétasite brut en contient et ceux-ci peuvent être toxiques pour le foie.

### Application dans le traitement du cancer
L’isopétasine et la S-isopétasine pourraient contribuer à surmonter la résistance aux médicaments anticancéreux, notamment en ciblant la P-glycoprotéine (P-gp). 
Des études ont montré que l’isopétasine et la S-isopétasine se lient à des acides aminés spécifiques de la P-gp, perturbant ainsi sa fonction. Ces molécules semblent avoir deux effets principaux: elles augmentent l’accumulation de médicaments anticancéreux dans les cellules résistantes et activent l’enzyme P-gp ATPase, responsable de la conversion de l’ATP en ADP. 
Ainsi, l’isopétasine et la S-isopétasine pourraient provoquer la mort des cellules cancéreuses par stress oxydatif, renforçant leur potentiel thérapeutique.
Cette double action, en tant qu’inhibiteurs de la P-gp et agents cytotoxiques pour les cellules cancéreuses, fait de ces composés des candidats prometteurs pour le traitement des cancers résistants aux traitements.

### Application pour réduire les effets inflammatoires et allergiques
L’isopétasine semble également inhiber la production des cystéinyl-leucotriènes (cystéinyl-LT), de puissants médiateurs produits par les cellules éosinophiles. Les éosinophiles jouent un rôle crucial dans l’inflammation et l’aggravation des symptômes des maladies allergiques en amplifiant la réponse inflammatoire.